# (5230) Asahina
(5230) Asahina es un asteroide perteneciente a asteroides que cruzan la órbita de Marte, descubierto el 10 de marzo de 1988 por Jeffrey Thomas Alu desde el Observatorio del Monte Palomar, Estados Unidos.

## Designación y nombre
Designado provisionalmente como 1988 EF. Fue nombrado Asahina en homenaje al director de orquesta japonés Takashi Asahina, dirigió la Orquesta Filarmónica de Osaka hasta el año 2001, siendo uno de los directores de sala más antiguos, es muy elogiado por su experiencia en la interpretación de repertorios alemanes y austríacos de Beethoven, Bruckner y Brahms.

## Características orbitales
Asahina está situado a una distancia media del Sol de 2,399 ua, pudiendo alejarse hasta 3,294 ua y acercarse hasta 1,505 ua. Su excentricidad es 0,372 y la inclinación orbital 20,69 grados. Emplea 1357,94 días en completar una órbita alrededor del Sol.

## Características físicas
La magnitud absoluta de Asahina es 13,2. Tiene 6 km de diámetro y su albedo se estima en 0,288. Está asignado al tipo espectral S según la clasificación SMASSII.